# Малая Просница
Малая Просница (Просница) — река в России, протекает по Кумёнскому и Кирово-Чепецкому районам Кировской области. Устье реки находится в 25 км от устья Большой Просницы по левому берегу. Длина реки составляет 34 км, площадь водосборного бассейна — 282 км². В 11 км от устья впадает левый приток Прудовица.
Исток реки в лесах северо-восточнее села Кырмыж (Вичевское сельское поселение). Верхнее течение проходит по Кумёнскому району, среднее и нижнее — по Кирово-Чепецкому. Генерально река течёт на север, протекает деревни Раиха, Шихали, Тусняки, Поломец; ниже — центр Фатеевского сельского поселения село Фатеево. Впадает в Большую Просницу ниже деревни Михеево. Притоки — Хмелёвка, Прудовица, Потиха, Елховка (все — левые).

## Данные водного реестра
По данным государственного водного реестра России относится к Камскому бассейновому округу, водохозяйственный участок реки — Вятка от истока до города Киров, без реки Чепца, речной подбассейн реки — Вятка. Речной бассейн реки — Кама.
Код объекта в государственном водном реестре — 10010300212111100034014.